# Paolo Cavara
Paolo Cavara (* 4. Juli 1926 in Bologna; † 7. August 1982 in Rom) war ein italienischer Filmregisseur und Drehbuchautor.

## Leben
Cavara begann in den 1950er Jahren beim Film als Dokumentarist; etwa 40 Filme von ihm sind aus dieser Zeit bekannt. 1958 war er Regieassistent bei Henry Koster und arbeitete anschließend mit Gualtiero Jacopetti und Franco Prosperi bei zwei Mondo-Filmen, wobei er viele dokumentarisch anmutende Aufnahmen beisteuerte; ein Vorgehen, das er 1967 in seinem ersten Spielfilm, dem selbstproduzierten Das wilde Auge, selbstkritisch verarbeitete. In den Folgejahren und seinen späteren Filmen wandte er sich kommerzielleren Stoffen zu und konnte vor allem mit seinen beiden Gialli La tarantola del ventre nero und È tanta paure große Publikumserfolge feiern. In seinen letzten Lebensjahren widmete er sich der Fernseharbeit und schrieb zwei Drehbücher für Filme anderer.

## Filmografie (Auswahl)
- 1961: Mondo Cane (Mondo cane) (Ko-Regie)
- 1963: Alle Frauen dieser Welt (La donna nel mondo) (Ko-Regie)
- 1967: Das wilde Auge (L'occhio selvaggia)
- 1969: Ein Atemzug Liebe (La cattura)
- 1971: Der schwarze Leib der Tarantel (La tarantola del ventre nero)
- 1972: Das Lied von Mord und Totschlag (Los amigos)
- 1974: Virilità
- 1976: Magnum 45 (È tanta paura)
- 1978: Bleib wie du bist (Così come sei)
- 1980: Mirandolina (La locandiera)

## Drehbuch
- Pietro Cavara, Ricordo di un padre: Paolo Cavara, regista gentiluomo, Aracne ed. 2014; Cinemasessanta 2002 (I,II,III,IV)
- Fabrizio Fogliato, Paolo Cavara. Gli occchi che raccontano il mondo, Il Foglio Letterario 2014